# Agapornis swindernianus
L'inseparabile dal collare nero (Agapornis swindernianus Kuhl, 1820) è una specie di pappagalli appartenenti al genere Agapornis.
Come gli altri membri di questo genere, definiti comunemente "inseparabili", è un uccello di piccole dimensioni, massimo 13 cm, dal piumaggio colorato, becco robusto e coda corta e smussata.
Rispetto alle altre specie, solitamente allevate con successo in cattività, A. swindernianus si adatta difficilmente alla vita al di fuori del suo habitat, ed i tentativi di allevarlo si sono solitamente trasformati in insuccessi. Per questo motivo, l'inseparabile dal collare nero è, fra le specie di inseparabili, quella meno conosciuta e meno studiata.

## Sistematica
Sotto il profilo filogenetico di A. swindernianus non è stata ancora definita l'esatta parentela evolutiva all'interno del genere Agapornis, e la sua localizzazione esatta nell'albero filogenetico relativo non è stata ancora assegnata con precisione.
Agapornis swindernianus può essere classificato in tre sottospecie:
- Agapornis swindernianus swindernianus, caratterizzato da un colorito verde sgargiante, e, soprattutto, dalla presenza sul retro ed ai lati del collo di uno stretto "collare" nero, caratteristico della specie, che sfuma in giallo nel bordo inferiore;
- Agapornis swindernianus zenkeri, contraddistinto dal fatto di possedere un collare con il bordo arancione;
- Agapornis swindernianus emini, caratterizzato da una taglia maggiore e dalla presenza di un bordo arancione sul lato inferiore del collare, meno esteso rispetto alle altre sottospecie.

## Habitat e comportamento
Tutte le varie sottospecie di Agapornis swindernianus sono originarie dell'Africa centro occidentale.
Il suo areale va dalle coste della Liberia, al Camerun e comprende anche zone della Repubblica del Congo, dello Zaire e dell'Uganda.

## Biologia
Animale sociale, come gli altri membri del genere, vive in piccoli gruppi che occupano la parte superiore degli alberi della foresta equatoriale; informazioni più specifiche sono, comunque, carenti date le già menzionate difficoltà di allevamento che questa specie comporta: di certo la loro alimentazione comprende frutta e semi, ed il periodo della riproduzione e della cova va da luglio ad agosto.